# النا بایستروس
اِلنا بایستروس (اسپانیایی: Elena Ballesteros‎؛ زادهٔ ۶ ژوئیهٔ ۱۹۸۱) بازیگر اهل اسپانیا است.
از فیلم‌ها یا برنامه‌های تلویزیونی که وی در آن نقش داشته‌است، می‌توان به پاکو و ویوا، قصه‌ای برایم بگو، انگیزه‌های شخصی و اتاق فرما اشاره کرد.